# Peka (artiste)
Peka, de son nom complet Peka Tala Hermann est un interprète et chanteur camerounais. Il est connu de la scène gospel et musicale urbaine au Cameroun et à travers le monde.

## Biographie

### Enfance et débuts
Peka est né en 1994 et est originaire de Nlonako dans la Région du Littoral au Cameroun,. Il est le deuxième enfant d'une fratrie de cinq,. Son choix pour le gospel est orienté par son père qui exerce la fonction de pasteur,.
En 2008, il arrive à Douala où il rejoint le groupe gospel The Living Stones avec lequel il remporte plusieurs prix,.
Il est interprète et artiste musical.

### Carrière musicale
Avec son passage au sein du groupe gospel The Living Stones  à Douala avec lequel il gagne plusieurs prix, il participe en 2017 à l'émission The Voice Afrique Francophone saison 2,. Après cette expérience, il décide de lancer une carrière en solo et prend  pour style musical le RnB.
Peka signe chez Constellation Music Entertainment en collaboration avec Hope Music Group. Il sort plusieurs covers Jamais Jamais, Leave you, Belinda où il interprète Magasco, Locko et Nabila, Lelo. En 2020, il sort Angelina et Milliardaire. En juillet 2021, il fait sa première prestation à l’international lors du concert du musicien français Dadju à Cotonou au Bénin.

### Style musical et influences
Peka commence sa carrière en gospel mais il va s'orienter vers la musique urbaine avec des influences tels Richard Bona. Il interprète ce dernier dans le titre Allô Fokou. Il a une passion pour la musique béninoise notamment Fanicko et Sessimè.

### Succès
Le titre Amen avec Mr. Leo est un hit dès sa sortie en 2021 où il renoue avec le gospel.

## Récompenses et nominations
- 2014: révélation musicale de l’année au Gospel Music Awards - Groupe The Living Stones[1]
- 2016: vainqueur du concours Creativ Talent dans la catégorie chant acapella - Groupe The Living Stones[1]
- 2021: nommé au Balafon Music Awards avec le single Angelina[5]